# The Cosmopolitan of Las Vegas
Het Cosmopolitan of Las Vegas is een sinds 15 december 2010 geopend hotel en casino op de Strip in Las Vegas. Het hotel is eigendom van de Deutsche Bank en is ontworpen door de architectenbureaus Friedmutter Group en Arquitectonica. Het hotel werkt daarnaast samen met The Ritz-Carlton en behoort tot Marriott's Autograph Collection. Dit was ook het eerste hotel op de strip waar Ritz-Carlton mee samenwerkt.
Het hotel bestaat uit twee torens die samen 2.995 kamers huisvesten. Daarnaast heeft het hotel 7.000 m² aan casino, 28.000 m² aan restaurants en winkels, 3.700 m² aan beauty- en fitnesscentrums, een theater met 1.800 zitplaatsen en 14.000 m² aan conferentieruimte. In de eerste plannen zou het hotel 2.200 hotelunits krijgen en daarbij nog 800 gewone kamers, maar door de kredietcrisis werden de plannen omgegooid en werden het bijna drieduizend gewone kamers.

## Geschiedenis

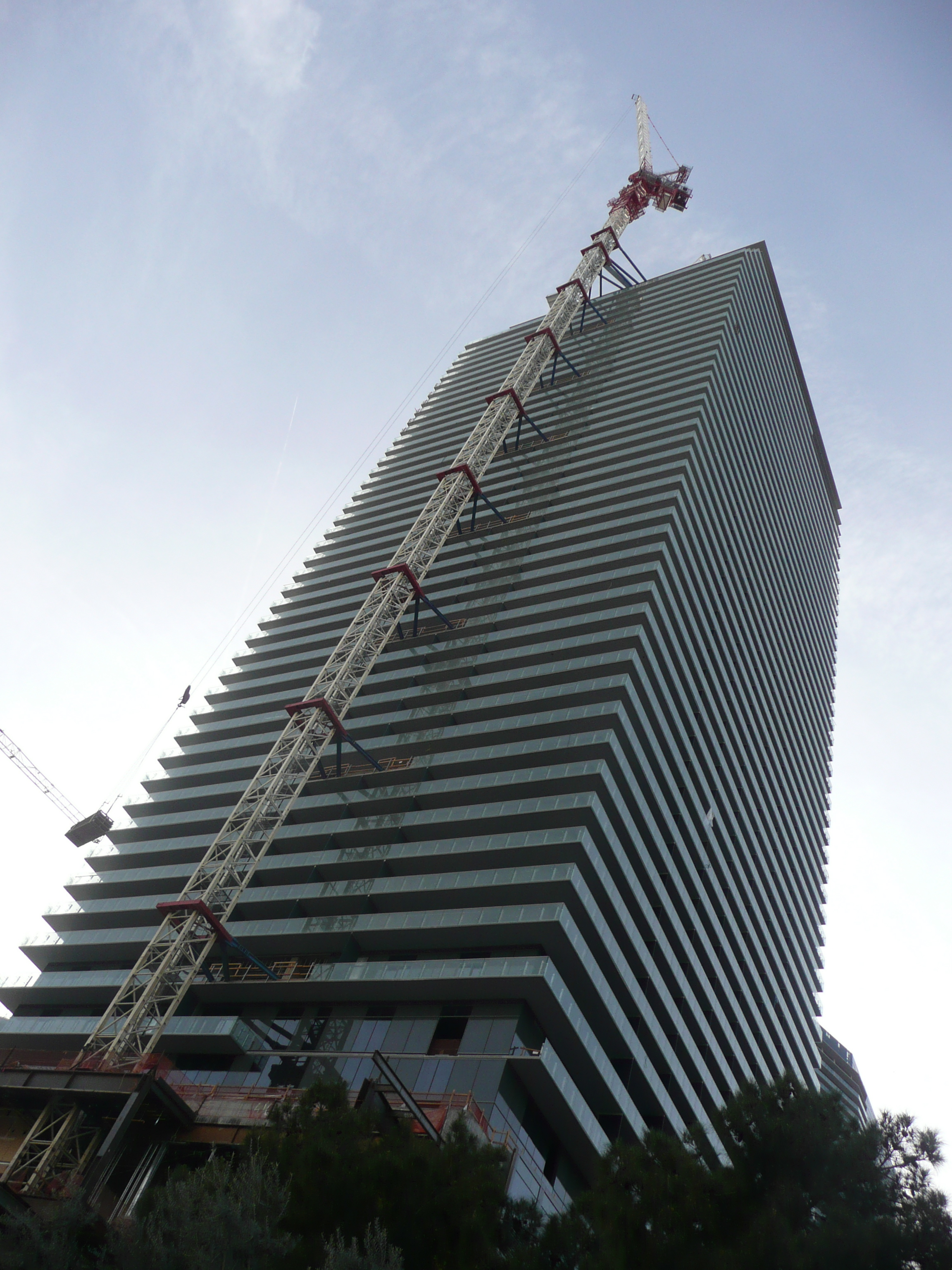
Cosmopolitan in aanbouw

### De bouw
Het Cosmopolitan is het tweede hotel dat een garage onder het hotel heeft, daarom moest er begonnen worden met het bouwen van de garage. Dit gebeurde in december 2007, toen het 21 meter diepe gat voor de parkeergarage klaar was. Tevens werd bekend dat het hotel de naam Grand Hyatt Las Vegas zou gaan dragen wanneer het klaar was.
In de originele plannen zou het casino op de tweede verdieping komen en zouden er veel grote kamers gebouwd worden. Door de kredietcrisis werden deze plannen echter omgegooid en werd het casino op de begane grond geplaatst, zoals bij de meeste casino's op de strip, en werden er alleen normale hotelkamers gebouwd.
Er werd in januari 2008 bekend dat het project dicht bij een voortijdige sluiting kwam omdat de betalingen aan de Deutsche Bank, waarvan zij 670 miljoen dollar (550 miljoen euro) hadden geleend, niet nagekomen waren. De bouw ging wel door en de ontwikkelaars gingen op zoek naar andere investeerders, dit zorgde ervoor dat in februari 2008 Global Hyatt Corporation en Marathon Asset Management een herkapitalisering overeenkwamen. Echter nog geen maand na dit bericht begon de Deutsche Bank een sluitingsprocedure in verband met het niet nakomen van betalingen.
In de zomer van datzelfde jaar kocht de Deutsche Bank het hele project voor één miljard dollar op. Er werden nieuwe aannemers en ontwikkelaars aangesteld en alleen de Friedmutter Group en Arquitectonica bleven over als architecten. Het bleef echter lang de vraag wie het hotel zou gaan leiden omdat het wel over een Nevada Gaming Licence moest beschikken, iets wat de Deutsche Bank niet heeft.
Augustus 2008 werd er verkondigd dat vier partijen in gesprek waren met de Deutsche Bank om het hotel te leiden. Dit waren MGM Resorts International, Starwood Hotels & Resorts Worldwide, Hyatt en Hilton Worldwide. De plannen van MGM Resorts zouden integratie van het hotel met de naast gelegen CityCenter en Bellagio betekenen. Starwood wilde de eigen merknaam verbreden en er een eigen hotel neerzetten. Hyatt wilde verdergaan met het realiseren van Grand Hyatt Las Vegas. Uiteindelijk werd besloten dat Hilton het hotel zou gaan leiden onder het dochterbedrijf Denizen Hotels. Echter werd het Hilton aangeklaagd door Starwood en door mensen die geld in het project hadden gestopt.
Deze aanklachten zorgde er uiteindelijk voor dat geen van de vier partijen invloed kreeg en het project voort werd gezet onder de naam Cosmopolitan. Tevens werd er in april 2010 aangekondigd dat het hotel in stukken open zou gaan vanaf december 2010 tot en met juli 2011. Hiermee was het Cosmopolitan het enige hotel dat opende op de Strip in 2010.
Officieel opende het project op 15 december 2010, toen werd ook bekendgemaakt dat het een onderdeel zou worden van Marriott's Autograph Collection en dat het hotel samen zou gaan werken met het Ritz-Carlton. Dit was ook het eerste hotel voor Ritz-Carlton aan de Strip zelf, er was er al een in Las Vegas maar niet aan de Strip.

### Na opening
Op 27 april 2011 kreeg men een hoop klachten binnen via Facebook omdat de beveiliging een transgenderist genaamd Stephanie uit het damestoilet gehaald zouden hebben, gefotografeerd zou hebben en vervolgens verteld zou hebben dat als ze het terrein niet verliet ze voor het leven verbannen zou worden van het terrein. De vele klachten die kort na het incident via facebook binnenkwamen zorgden ervoor dat het hotel openlijk zijn excuses maakte aan de lgbt-gemeenschap

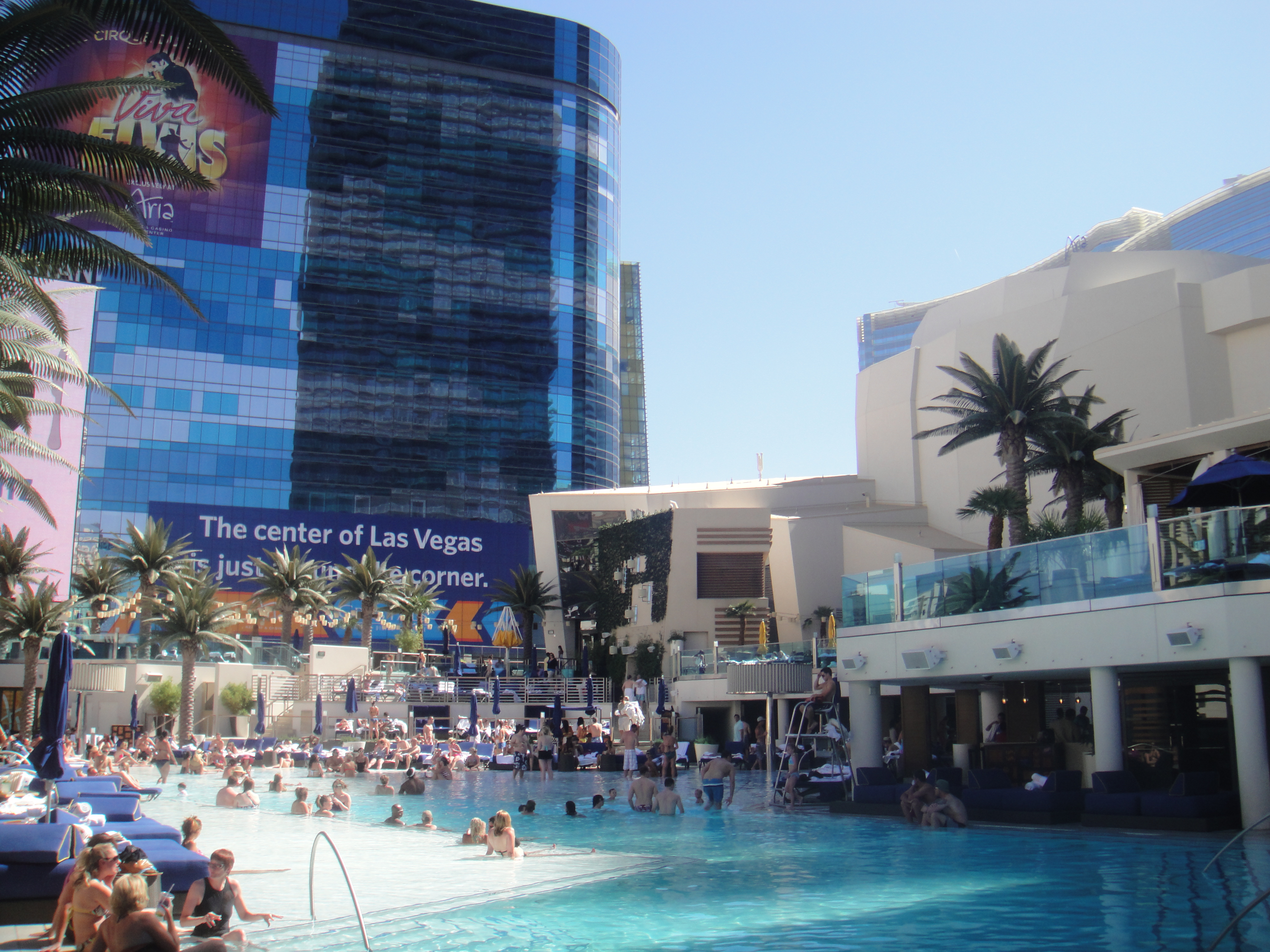
De "relaxing pool" van het Cosmopolitan.

## Ligging
The Cosmopolitan of Las Vegas ligt naast het Bellagio (Noorden) en aan de andere kant bevindt zich het Aria (Zuiden). Tevens wordt het Cosmopolitan aan het zuiden en aan de achterkant voor grote delen omringd door het CityCenter. Aan de achterkant bevindt zich namelijk het Vdara, ook onderdeel van het CityCenter. Aan de voorkant, aan de overkant van Las Vegas Boulevard, bevindt zich Planet Hollywood.

## Ontwerp
In de eerste plannen zou het hotel 2.200 hotelunits krijgen en daarbij nog 800 gewone kamers, maar door de kredietcrisis werden de plannen omgegooid en werden het bijna drieduizend gewone kamers. Daarnaast heeft het hotel een groot casino met uitzicht over de Strip op sommige plekken, zijn er veel restaurants te vinden en heeft het een groot theater. Ook beschikt het Cosmopolitan over haar eigen driedelige zwembad. Er is een "relaxing pool", een "day club pool" en een "night club pool".